# Kodeks 0142
Kodeks 0142 (Gregory-Aland no. 0142) O6 (Soden) – grecki kodeks uncjalny Nowego Testamentu na pergaminie, paleograficznie datowany na X wiek. Rękopis jest przechowywany jest w Bayerische Staatsbibliothek (Gr. 375) w Monachium. Inna nazwa rękopisu to Codex Monacensis 375.

## Opis
Do dziś zachowało się 381 kart kodeksu (32 na 24,5 cm) z tekstem Dziejów Apostolskich, Listów powszechnych oraz Listów Pawła. Zawiera komentarz Ekumeniusza.
Tekst pisany jest jedną kolumną na stronę, w 40 linijkach w kolumnie.

## Tekst
Tekst kodeksu reprezentuje bizantyńską tradycję tekstualną. Kurt Aland zaklasyfikował go do kategorii V.

## Historia
Aland datował kodeks na X wiek. W ten sam sposób datuje go obecnie INTF.
Rękopis był badany przez Bengela, Matthai, Scholza. Scholz skolacjonował tekst Dziejów 3-20 oraz 1 Kor 1-3.
Rękopis cytowany jest w krytycznych wydaniach greckiego Nowego Testamentu (NA26, NA27). W NA27 cytowany jest jako świadek trzeciego rzędu.